# Jan Nagórski
Jan Nagórski, właśc. Alfons Jan Nagórski (ur. 8 lutego 1888 we Włocławku, zm. 9 czerwca 1976 w Warszawie) – polski lotnik, inżynier, pierwszy na świecie lotnik polarny, jeden z pierwszych polskich pilotów i pierwszy wykonawca akrobacji lotniczych (pętli) wodnosamolotem. Znany także pod zrusyfikowaną formą imienia i nazwiska Iwan Nagurski (Ян lub Иван Иосифович Нагурский).

## Życiorys

### Młodość
Urodził się we Włocławku na Kujawach (wówczas pod zaborem rosyjskim); jego ojciec Józefat był właścicielem niewielkiego gospodarstwa i młyna. Miał czworo rodzeństwa. Uczęszczał do gimnazjum we Włocławku, lecz z braku środków przerwał naukę po 6. klasie. W 1905, po egzaminie, podjął pracę nauczyciela w szkole wiejskiej w Krośniewicach, lecz w 1906 złożył eksternistyczny egzamin dojrzałości. W tym roku został przyjęty do rosyjskiej szkoły oficerów piechoty w Odessie, którą ukończył w 1909, otrzymując przydział do 23. Pułku Strzelców w Chabarowsku. W 1911 podjął studia w Szkole Inżynierów Morskich w Petersburgu i w tym roku też zainteresował się lotnictwem i ukończył szkolenie pilotażu w I Wszechrosyjskim Aeroklubie. W 1913 roku ukończył studia, zdobywając dyplom inżyniera morskiego oraz równolegle ukończył szkołę pilotów wojskowych w Gatczynie, zdobywając tytuł „lotnika wojennego”. Był jednym z pierwszych lotników carskiej marynarki wojennej. Służył w Głównym Zarządzie Hydrograficznym Ministerstwa Marynarki.

### W Arktyce
W 1914 roku Nagórski otrzymał polecenie odnalezienia wyprawy Gieorgija Siedowa, G. Brusiłowa i W. Rusanowa, zaginionej wśród lodów Arktyki. W tym celu po raz pierwszy w historii postanowiono wykorzystać samolot. Admiralicja sprowadziła z Francji samolot Farman MF.11 i Nagórski, wraz z przydzielonym mu marynarzem mechanikiem Eugeniuszem Kuzniecowem, udał się statkiem z rozmontowanym samolotem do Murmańska (wówczas Aleksandrowsk), a stamtąd 16 sierpnia 1914 na Nową Ziemię. Tam Nagórski z mechanikiem, w trudnych arktycznych warunkach, zmontowali samolot i stamtąd rozpoczęli następnie serię lotów rozpoznawczych. 21 sierpnia 1914 Nagórski odbył pierwszy lot nad Arktyką na wodnosamolocie wzdłuż zachodnich wybrzeży Nowej Ziemi, oddalając się o 100 km od lądu i przebywając ok. 400 km podczas 4 godzin i 20 minut lotu. Między 21 sierpnia a 13 września 1914 roku wykonał pięć lotów, spędzając w powietrzu 11 godzin 30 minut, przelatując ponad tysiąc sto kilometrów nad lądem i Morzem Barentsa na wysokości od 800 do 1200 m. Podczas ostatniego przelotu dotarł do 76 stopnia szerokości geograficznej północnej.

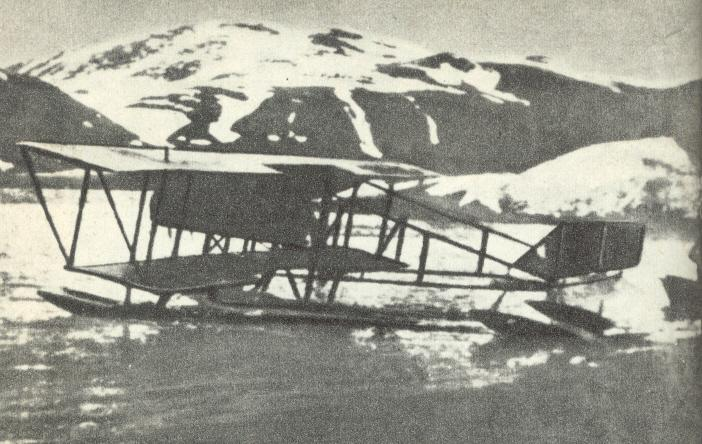
Wodnosamolot Farman MF.11 Nagórskiego

Nagórski znalazł w opuszczonej chacie na Wyspie Pankracego tubę z puszek po konserwach, w której znajdował się dziennik wyprawy Siedowa i jego list do Ministerstwa Marynarki (sam Siedow zmarł rok wcześniej z wyczerpania podczas próby zdobycia bieguna). Nagórski dzięki tej akcji poszukiwawczej zdobył cenne doświadczenie jako pierwszy polarny lotnik w historii. Jego raport zawierał liczne spostrzeżenia i wskazówki (m.in. pomysł malowania samolotów operujących nad Arktyką na czerwono, aby uczynić je bardziej widocznymi). Osiągnięcia Nagórskiego, wysoko ocenione również przez inicjatora wyprawy, admirała carskiej floty Michaiła Żdanko, dowodziły, że zdobycie Bieguna Północnego przy pomocy samolotu jest możliwe. 23 września 1914 lotnicy i rozmontowany samolot wrócili do Archangielska, a stamtąd do Petersburga.

### I wojna światowa
Po powrocie z Arktyki Nagórski wrócił do czynnej służby w lotnictwie morskim i brał udział w I wojnie światowej. Od listopada 1914 r. służył w eskadrze lotnictwa morskiego Floty Bałtyckiej w Rewlu (ob. Tallinn). Latał na różnych typach samolotów patrolując Morze Bałtyckie. Pod koniec 1915 r. został dowódcą eskadry wodnosamolotów stacjonujących na transportowcu wodnosamolotów „Orlica”, a w 1916 dowódcą eskadry stacjonującej na półwyspie Zerel na wyspie Sarema. 17 września 1916 r. podczas lotu wodnosamolotem wykonał – jako pierwszy na świecie na samolocie tego rodzaju – figurę akrobacji lotniczej zwaną pętlą. 18 września 1916 r., na samolocie Grigorowicz M-9, powtórzył swój wyczyn jeszcze dwukrotnie. Fakt ten został oficjalnie zarejestrowany w Aeroklubie Rosji. Podczas I wojny światowej Nagórski był pięciokrotnie odznaczany rosyjskimi orderami wojskowymi. W listopadzie 1916, podczas kolejnego lotu nad Bałtykiem, jego samolot został zestrzelony przez Niemców, a on sam uznany za zaginionego. Po kilku godzinach spędzonych w morzu Nagórski został jednak wyłowiony przez rosyjski okręt podwodny.
Po krótkim leczeniu w szpitalu w Rydze powrócił do swej jednostki, jednak meldunek o jego odnalezieniu nigdy nie dotarł do dowództwa. Stacjonował następnie w Åbo (Turku) w Finlandii, dowodząc dywizjonem wodnosamolotów. W chaosie jaki panował w Rosji po rewolucji i wojnie domowej, akta osobowe Nagórskiego zaginęły, a on sam został uznany za poległego.

### Lata międzywojenne
Po rewolucji październikowej w 1917 roku, jednostka Nagórskiego stała się częścią Armii Czerwonej i brała udział w rosyjskiej wojnie domowej. On sam wrócił do Polski na początku 1919 roku i zgłosił się do Marynarki Wojennej, jednak z uwagi na roczną służbę w Armii Czerwonej (do której wcielono jego dywizjon), nie został do niej przyjęty. Osiedlił się na południowych terenach Polski i zaczął pracować jako inżynier i projektant urządzeń chłodniczych dla przemysłu cukrowniczego i olejowego. Zajmował się też działalnością społeczną. W 1925 r. do jego raportu z lotów nad Arktyką dotarł Richard Byrd, który nawiązał kontakt z Nagórskim w celu uzyskania obszerniejszych informacji na temat warunków pogodowych i innych szczegółów mogących mieć wielkie znaczenie dla polarnika. Podczas późniejszych wypraw Byrda do Arktyki i Antarktydy, uzyskane od Nagórskiego dane stanowiły cenne wskazówki. Z doświadczeń polskiego pilota korzystali także inni arktyczni lotnicy, m.in. Walter Mittelholzer i Borys Czuchnowski.
Zapomnianego w Polsce i uznanego za zaginionego w Rosji lotnika uhonorowano w 1936 roku: jego imieniem została nazwana stacja meteorologiczna na Ziemi Franciszka Józefa (Nagurskaja), istniejąca do 1997 roku.

### Po II wojnie światowej
Nagórski przeżył II wojnę światową i znowu podjął pracę inżyniera, najpierw w Gdańsku, później w Warszawie. W 1955 roku Czesław Centkiewicz – znany polski polarnik i pisarz – podczas jednego ze spotkań autorskich zapoznał słuchaczy z kilkoma szczegółami na temat dawno zapomnianego pioniera lotnictwa, rosyjskiego pilota Iwana Nagurskiego, który zginął w 1917 roku. Na to wstał obecny na sali, niezmiennie zainteresowany podbojem Arktyki, Nagórski i oznajmił, że on nie był Rosjaninem i absolutnie nie czuje się martwy. Ta sensacyjna wiadomość została szeroko rozpowszechniona przez polskie i radzieckie media, a osiągnięcia Nagórskiego zostały przypomniane.
Za namową Centkiewicza, Nagórski opisał swe arktyczne loty w książce zatytułowanej Pierwszy nad Arktyką (Wydawnictwo MON, Warszawa 1958). Wydał też drugą część wspomnień – Nad płonącym Bałtykiem (Wydawnictwo MON, Warszawa 1960), gdzie przedstawia swoje losy podczas I wojny światowej. W 1957 r. został członkiem Klubu Seniorów Lotnictwa Aeroklubu PRL, zajmował się działalnością popularyzacji lotnictwa, odbywał liczne spotkania.
Ważnym, dużo spóźnionym, wyrazem uznania władz dla jego wyczynu było nadanie mu Krzyża Oficerskiego Orderu Odrodzenia Polski (Polonia Restituta).
Jan Nagórski zmarł w Warszawie, 9 czerwca 1976 roku. Pochowany został na warszawskim cmentarzu komunalnym w Wólce Węglowej (Bielany).

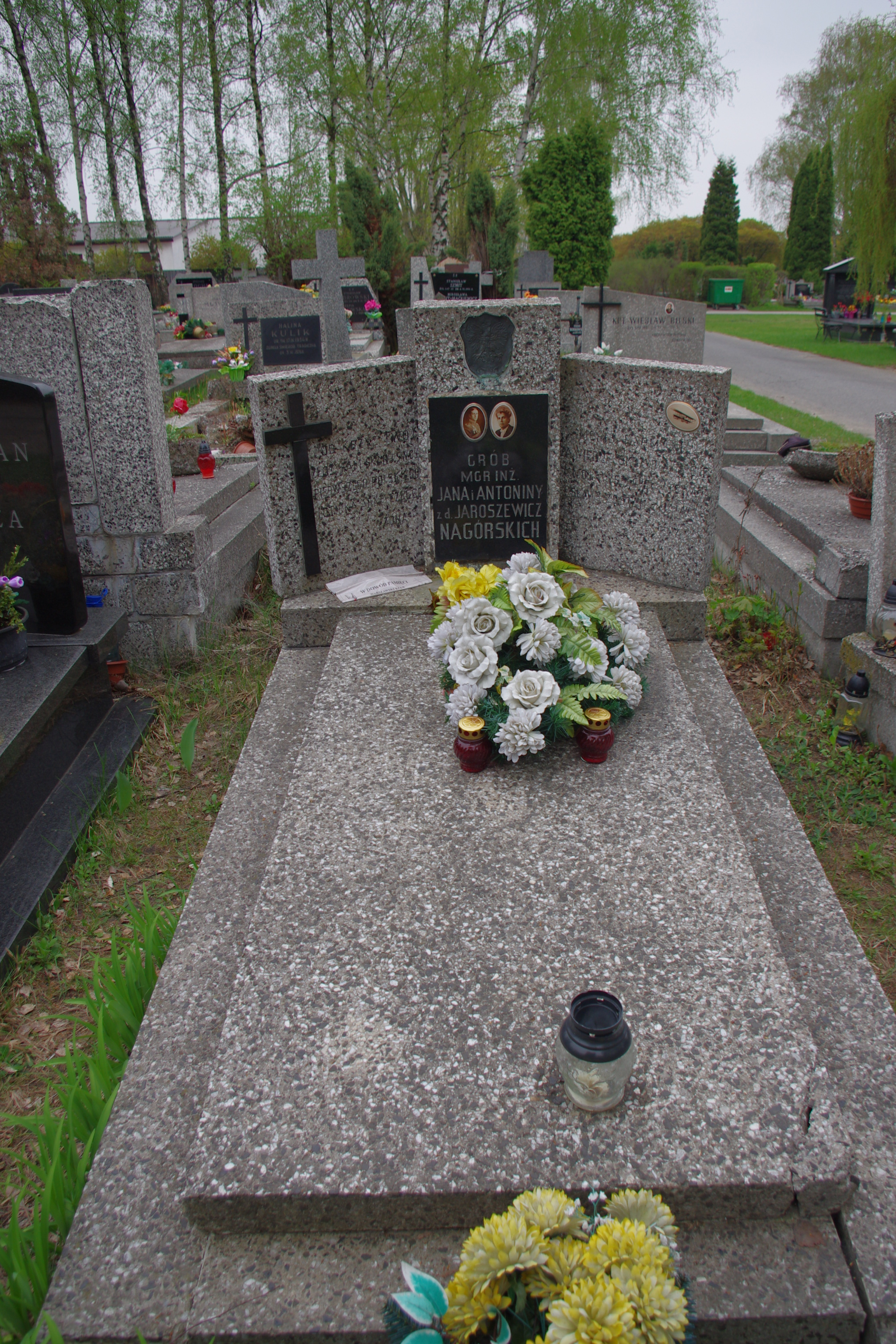
Grób lotnika polarnego Jana Nagórskiego (1888–1976) na Cmentarzu Komunalnym Północnym w Warszawie

## Upamiętnienie
Imieniem Jana Nagórskiego nazwano ulice w Gdańsku (Zaspa), Warszawie (osiedle Gocław – dzielnica Praga-Południe), Poznaniu i Włocławku.
Jego imieniem została nazwana również rosyjska baza lotnicza Nagurskoje, położona na Ziemi Franciszka Józefa.

## Odznaczenia
- Order św. Stanisława III klasy (1914)
- Krzyż Oficerski Orderu Odrodzenia Polski